# براندت بيترسون
براندت بيترسون (بالإنجليزية: Brandt Peterson)‏ هو موسيقي أمريكي، ولد في 1966.